# 2009年9月逝世人物列表
2009年逝世人物列表：1月 - 2月 - 3月 - 4月 - 5月 - 6月 - 7月 - 8月 - 9月 - 10月 - 11月 - 12月
2009年9月逝世人物列表，是用于汇总2009年9月期间逝世人物的列表。

## 依日期排序

### 30日
- 李後，86歲，國務院港澳辦前副主任，因癌病病逝。

### 29日
- 史豐收，中國速算大師，所發明的速算法被聯合國教科文組織譽之為教育科學史上的奇蹟。聯合早報（页面存档备份，存于）
- 綠原，本名劉半九，87歲，中國作家、翻譯家。新浪網（页面存档备份，存于）、中國新聞網（页面存档备份，存于）

### 28日
- 黎文業（Jackie Lai），46歲，香港活學教育中心創辦人，車禍致死。星島日報
- 喬勒蒙·恩達拉（Guillermo David Endara Galimany），73歲，1989至94年間任巴拿馬總統，因心肌梗塞亡。中央社

### 27日
- 唐納德·費雪（英語：Donald Fisher），81歲，美國服飾零售業龍頭Gap (服飾)的創辦人。蘋果日報
- 薩菲爾（英語：William Safire），79歲，《紐約時報》政論家。蘋果日報（页面存档备份，存于）

### 25日
- 土屋公獻，86歲，原日本辯護士全國連合會(即全國律師協會)會長，侵華日軍細菌戰中國受害訴訟日本辯護律師團團長、日本和平運動領袖，因腎臟癌症去世。環球網（页面存档备份，存于）

### 24日
- 蘇珊·阿特金斯（Susan Denise Atkins），61歲，參與邪教組織「曼森家族」犯下連續殺人罪，從21歲（1969年）被囚直至罹腦癌去世。國際在線（页面存档备份，存于）

### 23日
- 埃爾圖魯爾·奧斯曼五世（土耳其語：Ertuğrul Osman Osmanoğlu），97歲，奧斯曼皇室第43任宗主，被稱為「最後的奧圖瑪」，因腎功能不全去世。BBC（英文）（页面存档备份，存于）

### 22日
- 李銀橋，82歲，毛澤東原中央警衛局衛士長，因腦血栓辭世。新浪網（页面存档备份，存于）、鳳凰網（页面存档备份，存于）
- 裘劭恆，96歲，中国法學家，上海對外貿易學院名譽院長，曾任全國人大常委、全國人大常委會法制工作委員會副主任，東京遠東國際軍事法庭中國代表團秘書、檢查組助理檢查官，最高人民法院審判「林彪、江青反革命集團」特別法庭顧問，香港特別行政區基本法起草委員會委員。新華報業網

### 21日
- 林希翎（原名程海果），74歲，中國右派，旅法華人。博訊新聞網（页面存档备份，存于）
- 孟東籬（本名孟祥森），72歲，台灣文學作家、翻譯作家，罹肺腺癌亡。聯合新聞網

### 18日
- 歐文·克里斯托（Irving Kristol，又譯作厄文·克里斯多、克里斯托爾），89歲，美國新保守主義領袖，有「新保守主義教父」之稱，罹肺癌亡。中時電子報[永久]

### 17日
- 楊遵儀，100歲，中国古生物學家，中國地質大學教授，中國科學院院士。新浪網（页面存档备份，存于）
- 努爾丁·默罕默德·托普（Noordin Mohammad Top，又譯作諾丁·默罕默德·托普），41歲，馬來西亞回教祈禱團成員，涉嫌主導7月17日在雅加達萬豪酒店和麗池酒店爆炸案，與印尼警方對峙槍戰時被擊斃[1][2][3]。

### 16日
- 史景賢，88歲，天主教歸德教區正權主教，帕金森氏症。 天主教網[]
- 瑪莉·崔佛斯（Mary Travers），72歲，美國歌手，美國鄉謠組合彼得，保羅與瑪莉三重唱（Peter, Paul and Mary）的成員，因血癌逝世。on.cc - 即時新聞（页面存档备份，存于）
- 梅爾文·西蒙（Mel Simon），82歲，美國億萬富翁，NBA印第安納步行者隊老闆之一。他和他的弟弟在1983年收購了球隊，共同締造了這支球隊的輝煌。搜狐（页面存档备份，存于）
- 邁爾斯·布蘭德（Myles Brand），67歲，美國大學生體育協會(NCAA)主席，胰腺癌。HoopCHINA（页面存档备份，存于）

### 14日
- 經叔平，91歲，中國工商業家，社會活動家，中國人民政治協商會議第九屆全國委員會副主席，全國工商聯前主席，中國民生銀行名譽董事長。
- 余成悌，90歲，天主教漢中教區第四任正權主教，胃癌。 天主教在線[]、天主教亞洲新聞[永久]新華網（页面存档备份，存于）
- 派屈克·史威茲（Patrick Wayne Swayze），57歲，美國影星，以《熱舞十七：情迷哈瓦那》（Dirty Dancing: Havana Nights，又譯《辣身舞》）一片成名，曾主演《人鬼情未了》，死於胰臟癌。[4]聯合報、明報

### 13日
- 莊亨岱，82歲，曾任中華民國警政署署長，於返台飛機上心臟病發轉降香港送醫不治。nownews（页面存档备份，存于）
- 諾曼·布勞格（Norman Borlaug），95歲，美國科學家，被譽為農業綠色革命之父。BBC（页面存档备份，存于）
- 詹姆斯·麥克唐納(James McDonald)，56歲，美國洛克菲勒投資管理公司CEO，自殺。華爾街日報
- 朱焱，103歲，醫學科學家、浙醫二院原院長。浙江在線（页面存档备份，存于）

### 12日
- 彭日成（Danny Pang），42歲，台裔美籍商人，因詐騙投資人數億元而有「台灣馬多夫」之稱。聯合晚報（页面存档备份，存于）
- 維利·羅尼（法語：Willy Ronis），99歲，法國攝影家，因病死亡。大公網

### 11日
- 葛楚德·拜恩斯（Gertrude Baines），115歲，美國超級人瑞，世界最年長者。中央社[]
- 吉姆·卡羅爾（英語：Jim Carroll，又譯作「佔·卡路」），59歲，美國詩人、作家與朋克音樂家，著名傳記《籃球日記》（The Basketball Diaries）為其作品，因心臟病逝世。澳門日報
- 胡安·阿爾梅達·博斯克（西班牙語：Juan Almeida Bosque），82歲，古巴政治領袖、古巴革命指揮官之一，古巴共和國建國後一直當副總統至死前，因心臟病逝世。新浪網（页面存档备份，存于）
- 臼井儀人，51歲，本名臼井義人，日本漫画家漫畫，《蠟筆小新》（クレヨンしんちゃん）作者。9月11日出門登山後失蹤，19日在群馬縣荒船山遺體被發現，20日經家屬指認證實，後經法醫研判死亡時間為11日下午，原因為墜崖失救。朝日新聞聯合新聞網
- 皮埃爾·科索蒂（法語：Pierre Cossette），85歲，加拿大音樂製作人，格萊美獎之父。新浪網（页面存档备份，存于）
- 郭汝霖，88歲，中華民國(台灣)空軍二級上將，曾任警備總部副總司令，空軍副總司令，空軍總司令，參謀本部副參謀總長兼執行官，總統府參軍長。[5]

### 8日
- 奧格·玻爾（Template:Lan-da，87歲，丹麥物理學家，1975年諾貝爾物理學獎共同得獎者之一。（丹麥語）丹麥廣播公司
- 赵尼莱，69岁，缅甸政治人物，原佤邦联合党总书记和佤邦政协主席、佤邦政府名誉主席，佤邦联合党和佤邦联合军创始人。

### 6日
- 羅伯特·斯賓拉德（Robert Spinrad），77歲，美國計算機先驅，施樂公司帕洛阿爾托研究中心前主任，實驗室自動化之父，死於肌肉萎縮性側索硬化症。紐約時報（页面存档备份，存于）
- 武強，23歲，中國籃球次級聯賽NBL瀋陽東進男籃隊員，死於遺傳性心臟病（馬凡氏綜合徵)。新華網（页面存档备份，存于）

### 5日
- 卞孝萱，85歲，中國文史學家。南京大學文學院訃告[]
- 梁守槃，93歲，中國科學院學部委員(院士)，國際宇航科學院(IAA)院士，導彈總體和發動機技術專家，中國導彈與航天技術的重要開拓者之一。科學網
- 杜義德，97歲，原中央顧問委員會會員，蘭州軍區司令員，1955年授中將。搜狐（页面存档备份，存于）

### 2日
- Y.S.R. 芮迪，60歲，印度安得拉邦最高首長，死於直昇機空難。中央社
- 蔡誠，82歲，中华人民共和国司法部前部長。新華網（页面存档备份，存于）
- 陳孟鈴，台灣政治人物，曾任監察院副院長，第7屆、第8屆台中縣縣長，因病過世。台視新聞（页面存档备份，存于）

### 1日
- 張真英（韓語：장진영），35歲，韓國女演員，罹胃癌去世。聯合新聞
- 埃里克·孔澤爾（英語：Erich Kunzel），74歲，美国音樂家、指揮家，2006年獲美國國家藝術獎，癌症。MSNBC Archive.today的存檔，存档日期2013-01-04新浪（页面存档备份，存于）